# Energie potențială electrostatică
Energia potențială electrostatică, sau energia potențială electrică, este o energie potențială (măsurată în jouli) care rezultă din forțele conservatoare Coulomb și este asociată cu configurație unui anumit set de sarcini punctiforme în cadrul unui sistem definit. Un obiect poate avea energie potențială electrică pe baza a două elemente-cheie: propria sarcină electrică și poziția relativă față de alte obiecte încărcate electric.
Termenul "energie potențială electrică" este folosit pentru a descrie energia potențială în sistemele cu câmpuri electrice variabile în timp, în timp ce termenul de "energia potențială electrostatică" este folosit pentru a descrie energia potențială în sistemele cu câmpuri electrice constante în timp.

## Definiție
Energia potențială electrică unui sistem de sarcini punctiforme este definită ca fiind reprezentată de munca necesară pentru asamblarea acest sistem de sarcini prin aducerea lor împreună într-un sistem, de la o distanță infinită.
Energia potențială electrostatică, UE, a unei sarcini punctiforme q aflată în poziția r în prezența unui câmp electric E, este definită ca fiind inversul lucrului W făcut de forța electrostatică pentru a o aduce de la poziția de referință rref în acea poziție r.:§25-1
| {\displaystyle U_{\mathrm {E} }(\mathbf {r} )=-W_{r_{\rm {ref}}\rightarrow r}=-\int _{{\mathbf {r} }_{\rm {ref}}}^{\mathbf {r} }q\mathbf {E} (\mathbf {r'} )\cdot \mathrm {d} \mathbf {r'} }, |
unde E reprezintă câmpul electrostatic, dr reprezintă vectorul de deplasare pe o curbă din poziția de referință rref în poziția finală r.

Energia potențială electrostatică poate fi de asemenea, definită din potențialul electric după cum urmează:
Energia potențială electrostatică, UE, a unei sarcini punctiforme q în poziția r în prezența unui potențial electric {\displaystyle } este definită ca produsul dintre sarcină și potențialul electric.
| {\displaystyle U_{\mathrm {E} }(\mathbf {r} )=q\Phi (\mathbf {r} )}, |
unde {\displaystyle \scriptstyle \Phi } este potențialul electric generat de sarcini, care este funcție de poziția r.

## Unități
În SI unitatea energiei potențialului electric este joule (numită după fizicianul englez James Prescott Joule). În sistemul CGS, erg este unitatea de măsură pentru energie, egală cu 10-7 J. De asemenea, electronvolts poate fi folosit, 1 eV = 1.602×10-19 J.

## Energia potențială electrostatică a unei sarcini punctiforme

### O sarcină punctiformăqîn prezența altei sarcini punctiformeQ

o sarcină punctiformă q în câmpul electric al unei alte sarcini Q.

Energia potențială electrostatică, UE, a unei sarcini punctiforme q aflată în poziția r în prezența unei alte sarcini punctiforme Q, aflate la o distanță infinită între ele este:
| {\displaystyle U_{E}(r)=k_{e}{\frac {qQ}{r}}}, |
unde {\displaystyle k_{e}={\frac {1}{4\pi \varepsilon _{0}}}} este constanta lui Coulomb, r este distanța dintre sarcinile punctiforme q & Q, iar q & Q sunt sarcinile (nu valorile absolute ale sarcinile. De exemplu, un electron ar avea o valoare negativă a sarcinii atunci când este introdus în formulă). Următoarea schiță precizează derivarea din definiția energiei potențialui electric și din legea lui Coulomb pentru această formulă.
| Demonstrație |
| --- |
| Forța electrostatică F acționând asupra unei sarcini q, poate fi scrisă în termenii câmpului electric E, sub forma: {\displaystyle \mathbf {F} =q\mathbf {E} }, Prin definiție, energia potențială electrică UE, a unei sarcini punctiforme q aflată în poziția r în prezența unui camp electric E, reprezintă negativul lucrului făcut de forța electrostatică pentru a o aduce din poziția de referință rref în această poziție r. {\displaystyle U_{E}(r)-U_{E}(r_{\rm {ref}})=-W_{r_{\rm {ref}}\rightarrow r}=-\int _{{r}_{\rm {ref}}}^{r}q\mathbf {E} \cdot \mathrm {d} \mathbf {s} }. unde: - r = poziția în spațiul 3d a sarcinii q, utilizând coordonatele carteziene r = (x, y, z), poziționată față de sarcina Q la r = (0,0,0), valoarea scalară r = \|r\| reprezintă normala la poziția vectorului, - ds = vectorul de deplasare diferențială în lungul căii C plecând de la rref spre r, - {\displaystyle \scriptstyle W_{r_{\rm {ref}}\rightarrow r}} reprezintă lucrul realizat de forța electrostatică pentru a aduce sarcina din poziția de referință rref în r, În mod normal UE este stabilită la zero când rref este infintă: {\displaystyle U_{E}(r_{\rm {ref}}=\infty )=0} deci {\displaystyle U_{E}(r)=-\int _{\infty }^{r}q\mathbf {E} \cdot \mathrm {d} \mathbf {s} } Când curl ∇ × E este zero, integrala de deasupra nu depinde de calea specifică aleasă C, ci doar de capetele acesteia. Aceasta se întâmplă câmpurile electrive constante în timp. Când este vorba despre energia potențială electrostatică întotdeuna se presupune un câmp electric constant, și în acest caz câmpul electric se conservă și poate fi utilizată legea lui Coulomb. Utilizând Legea lui Coulomb, se știe că forța electrostatică F și câmpul electric E creat de sarcină punctiformă discretă Q sunt direcționate radial față de sarcina Q. Prin definirea vectorului de poziție r și a vectorului deplasare s, rezultă că r și s sunt de asemenea direcționați radial față de sarcina Q. Deci, E și ds trebuie să fie paraleli: {\displaystyle \mathbf {E} \cdot \mathrm {d} \mathbf {s} =\|\mathbf {E} \|\cdot \|\mathrm {d} \mathbf {s} \|\cos(0)=E\mathrm {d} s} Utilizând legea lui Coulomb, câmpul electric este dat de {\displaystyle \|\mathbf {E} \|=E={\frac {1}{4\pi \varepsilon _{0}}}{\frac {Q}{s^{2}}}} iar integrala poate fi ușor evaluată: {\displaystyle U_{E}(r)=-\int _{\infty }^{r}q\mathbf {E} \cdot \mathrm {d} \mathbf {s} =-\int _{\infty }^{r}{\frac {1}{4\pi \varepsilon _{0}}}{\frac {qQ}{s^{2}}}{\rm {d}}s={\frac {1}{4\pi \varepsilon _{0}}}{\frac {qQ}{r}}=k_{e}{\frac {qQ}{r}}} |

### O sarcină punctiformăqîn prezența ansarcini punctiformeQi
Energia potențială electrostatică, UE, a unei sarcini punctiforme q în prezența a n sarcini punctiforme Qi, aflate la o distanță infinită între ele, este:
| {\displaystyle U_{E}(r)=k_{e}q\sum _{i=1}^{n}{\frac {Q_{i}}{r_{i}}}}, |
unde {\displaystyle k_{e}={\frac {1}{4\pi \varepsilon _{0}}}} este constanta lui Coulomb, ri este distanța dintre sarcinile punctiforme q & Qi iar q & Qi sunt valorile sarcinile.

## Energia potențială electrostatică stocată într-un sistem de sarcini punctiforme
Energia potențială electrostatică UE stocată într-un sistem de N sarcini q1, q2, ..., qN aflate în pozițiile r1, r2, ..., rN, este:
| {\displaystyle U_{\mathrm {E} }={\frac {1}{2}}\sum _{i=1}^{N}q_{i}\Phi (\mathbf {r} _{i})={\frac {1}{2}}\sum _{i=1}^{N}q_{i}\sum _{j=1}^{N(j\neq i)}k_{e}{\frac {q_{j}}{r_{ij}}}}, |
unde, pentru fiecare valoare i, Φ(rm) este potențialul electrostatic datorită tuturor sarcinilor punctiforme, cu excepția celei de la ri, și este egală cu:
{\displaystyle \Phi (\mathbf {r} _{i})=\sum _{j=1}^{N(j\neq i)}k_{e}{\frac {q_{j}}{\mathbf {r} _{ij}}}},
unde rij este distanța între qj și qi.
| Demonstrație |
| --- |
| Energia potențială electrostatică UE stocată într-un sistem de două sarcini, este egal energia potențială electrostatică a unei sarcini aflată în potențialul electrostatic generat de cealaltă. Adică dacă sarcina q1 generează un potențial electrostatic Φ1, care este funcție de poziția r, atunci {\displaystyle U_{\mathrm {E} }=q_{2}\Phi _{1}(\mathbf {r} _{2}).} Făcând aceleași calcule în raport cu cealaltă sarcină, noi obținem {\displaystyle U_{\mathrm {E} }=q_{1}\Phi _{2}(\mathbf {r} _{1}).} Energia potențialului electrostatic este înpărtășită reciproc de către q1 nd {\displaystyle q_{2}}, astfel energia stocată totală este {\displaystyle U_{E}={\frac {1}{2}}\left[q_{2}\Phi _{1}(\mathbf {r} _{2})+q_{1}\Phi _{2}(\mathbf {r} _{1})\right]} Se poate generaliza spunând că energia potențială electrostatică UE stocată într-un sistem de N sarcini q1, q2, ..., qN aflate în pozițiile r1, r2, ..., rN este: {\displaystyle U_{\mathrm {E} }={\frac {1}{2}}\sum _{i=1}^{N}q_{i}\Phi (\mathbf {r} _{i})}. |

### Energia stocată într-un sistem cu o singură sarcină punctiformă
Energia potențială electrostatică a unui sistem care conține o singură sarcină punctiformă este zero, deoarece nu există alte surse de potențial electrostatic față de care un agent extern trebuie să exercite un lucru prin deplasarea sarcinii punctiforme dinspre infinit spre locația finală.
Apare o întrebare comună cu privire la interacțiunea dintre o sarcină punctiformă și propriul ei potențial electrostatic. Deoarece această interacțiune nu acționează pentru a muta sarcina pucntiformă în sine, ea nu contribuie la energia stocată de sistem.

### Energia stocată într-un sistem de două sarcini punctiforme
Să considerăm aducerea unei sarcini punctiforme q, în poziția ei finală aflată în vecinătatea unei alte sarcini punctiforme Q1. Potențialul electrostatic Φ(r) datorită sarcinii punctiforme Q1 este
{\displaystyle \Phi (r)=k_{e}{\frac {Q_{1}}{r}}}
Astfel obținem energia potențială electrică a sarcinii q aflată în potențialul sarcinii Q1 ca fiind
{\displaystyle U_{E}={\frac {1}{4\pi \varepsilon _{0}}}{\frac {qQ_{1}}{r_{1}}}}
unde r1 este separația dintre cele două sarcini punctiforme.

### Energia stocată într-un sistem de trei sarcini punctiforme
Energia potențialului electrostatic a unui sistem de trei sarcini nu ar trebui să fie confundat cu energia potențialului electrostatic a sarcinii Q1 datorat celor două sarcini Q2 și Q3, deoarece ultimele nu includ energia potențială electrostatică a sistemului celor două sarcini Q2 și Q3.
Energia potențială electrostatică stocată în sistemul de trei sarcini este:
{\displaystyle U_{\mathrm {E} }={\frac {1}{4\pi \varepsilon _{0}}}\left[{\frac {Q_{1}Q_{2}}{r_{12}}}+{\frac {Q_{1}Q_{3}}{r_{13}}}+{\frac {Q_{2}Q_{3}}{r_{23}}}\right]}
| Demonstrație |
| --- |
| Utilizând formula dată în energia potențială electrostatică stocată într-un sistem de sarcini punctiforme, energia potențială electrostatică a sistemului de trei sarcini va fi: {\displaystyle U_{\mathrm {E} }={\frac {1}{2}}\left[Q_{1}\Phi (\mathbf {r} _{1})+Q_{2}\Phi (\mathbf {r} _{2})+Q_{3}\Phi (\mathbf {r} _{3})\right]} Unde {\displaystyle \Phi (\mathbf {r} _{1})} reprezintă potențialul electric în r1 creat de sarcinile Q2 și Q3, {\displaystyle \Phi (\mathbf {r} _{2})} reprezintă potențialul electric în r2 creat de sarcinile Q1 și Q3, iar {\displaystyle \Phi (\mathbf {r} _{3})} reprezintă potențialul electric în r3 creat de sarcinile Q1 și Q2. Potențialele sunt: {\displaystyle \Phi (\mathbf {r} _{1})=\Phi _{2}(\mathbf {r} _{1})+\Phi _{3}(\mathbf {r} _{1})={\frac {1}{4\pi \varepsilon _{0}}}{\frac {Q_{2}}{r_{12}}}+{\frac {1}{4\pi \varepsilon _{0}}}{\frac {Q_{3}}{r_{13}}}} {\displaystyle \Phi (\mathbf {r} _{2})=\Phi _{1}(\mathbf {r} _{2})+\Phi _{3}(\mathbf {r} _{2})={\frac {1}{4\pi \varepsilon _{0}}}{\frac {Q_{1}}{r_{21}}}+{\frac {1}{4\pi \varepsilon _{0}}}{\frac {Q_{3}}{r_{23}}}} {\displaystyle \Phi (\mathbf {r} _{3})=\Phi _{1}(\mathbf {r} _{3})+\Phi _{2}(\mathbf {r} _{3})={\frac {1}{4\pi \varepsilon _{0}}}{\frac {Q_{1}}{r_{31}}}+{\frac {1}{4\pi \varepsilon _{0}}}{\frac {Q_{2}}{r_{32}}}} Unde rab reprezintă distanța dintre sarcinile Qa și Qb. Dacă însumăm totul: {\displaystyle U_{\mathrm {E} }={\frac {1}{2}}{\frac {1}{4\pi \varepsilon _{0}}}\left[{\frac {Q_{1}Q_{2}}{r_{12}}}+{\frac {Q_{1}Q_{3}}{r_{13}}}+{\frac {Q_{2}Q_{1}}{r_{21}}}+{\frac {Q_{2}Q_{3}}{r_{23}}}+{\frac {Q_{3}Q_{1}}{r_{31}}}+{\frac {Q_{3}Q_{2}}{r_{32}}}\right]} La final, obținem că energia potențială electrostatică stocată în sistemul de trei sarcini este: {\displaystyle U_{\mathrm {E} }={\frac {1}{4\pi \varepsilon _{0}}}\left[{\frac {Q_{1}Q_{2}}{r_{12}}}+{\frac {Q_{1}Q_{3}}{r_{13}}}+{\frac {Q_{2}Q_{3}}{r_{23}}}\right]} |

## Energia stocată într-un câmp electrostatic distribuit
Densitatea energetică, sau energia per unitatea de volum, {\displaystyle {\frac {dU}{dV}}}, a câmpului electrostatic a unei distribuții continuii a sarcinii electrice, este:
{\displaystyle u_{e}={\frac {dU}{dV}}={\frac {1}{2}}\varepsilon _{0}\left|{\mathbf {E} }\right|^{2}.}
| Demonstrație |
| --- |
| Se poate lua ecuația energiei potențiale electrostatice a unei distribuții continui de sarcini electrice și se poate reformula în termenii câmpului electrostatic. Deoarece Legea lui Gaus pentru câmp electrostatic, sub formă diferențială afirmă că {\displaystyle \mathbf {\nabla } \cdot \mathbf {E} ={\frac {\rho }{\varepsilon _{0}}}} unde - {\displaystyle \mathbf {E} \ } reprezintă vectorul câmp electric - {\displaystyle \rho \ } reprezintă densitatea de sarcină totală, incluzând sarcinile dipol legate în material - {\displaystyle \varepsilon _{0}} reprezintă permitivitatea vidului, then, {\displaystyle {\begin{aligned}U&={\frac {1}{2}}\int \limits _{\text{all space}}\rho (r)\Phi (r)\,dV\\&={\frac {1}{2}}\int \limits _{\text{all space}}\varepsilon _{0}(\mathbf {\nabla } \cdot {\mathbf {E} })\Phi \,dV\end{aligned}}} deci acum utilizând următorul vector divergență {\displaystyle \nabla \cdot (\mathbf {A} {B})=(\nabla \cdot \mathbf {A} ){B}+\mathbf {A} \cdot (\nabla {B})\Rightarrow (\nabla \cdot \mathbf {A} ){B}=\nabla \cdot (\mathbf {A} {B})-\mathbf {A} \cdot (\nabla {B})} obținem {\displaystyle U={\frac {\varepsilon _{0}}{2}}\int \limits _{\text{all space}}\mathbf {\nabla } \cdot (\mathbf {E} \Phi )dV-{\frac {\varepsilon _{0}}{2}}\int \limits _{\text{all space}}(\mathbf {\nabla } \Phi )\cdot \mathbf {E} dV} utilizând teorema divergeței și considerând suprafața ca fiind infinită, în care {\displaystyle \Phi (\infty )=0} {\displaystyle {\begin{aligned}U&=\overbrace {{\frac {\varepsilon _{0}}{2}}\int \limits _{{}_{\text{ of space}}^{\text{boundary}}}\Phi \mathbf {E} \cdot d\mathbf {A} } ^{0}-{\frac {\varepsilon _{0}}{2}}\int \limits _{\text{all space}}(-\mathbf {E} )\cdot \mathbf {E} \,dV\\&=\int \limits _{\text{all space}}{\frac {1}{2}}\varepsilon _{0}\left\|{\mathbf {E} }\right\|^{2}\,dV.\end{aligned}}} Deci densitatea energetică, sau energia per unitatea de volum {\displaystyle {\frac {dU}{dV}}} a câmpului electrostatic este: {\displaystyle u_{e}={\frac {1}{2}}\varepsilon _{0}\left\|{\mathbf {E} }\right\|^{2}.} |

## Energia stocată în elementele electronice

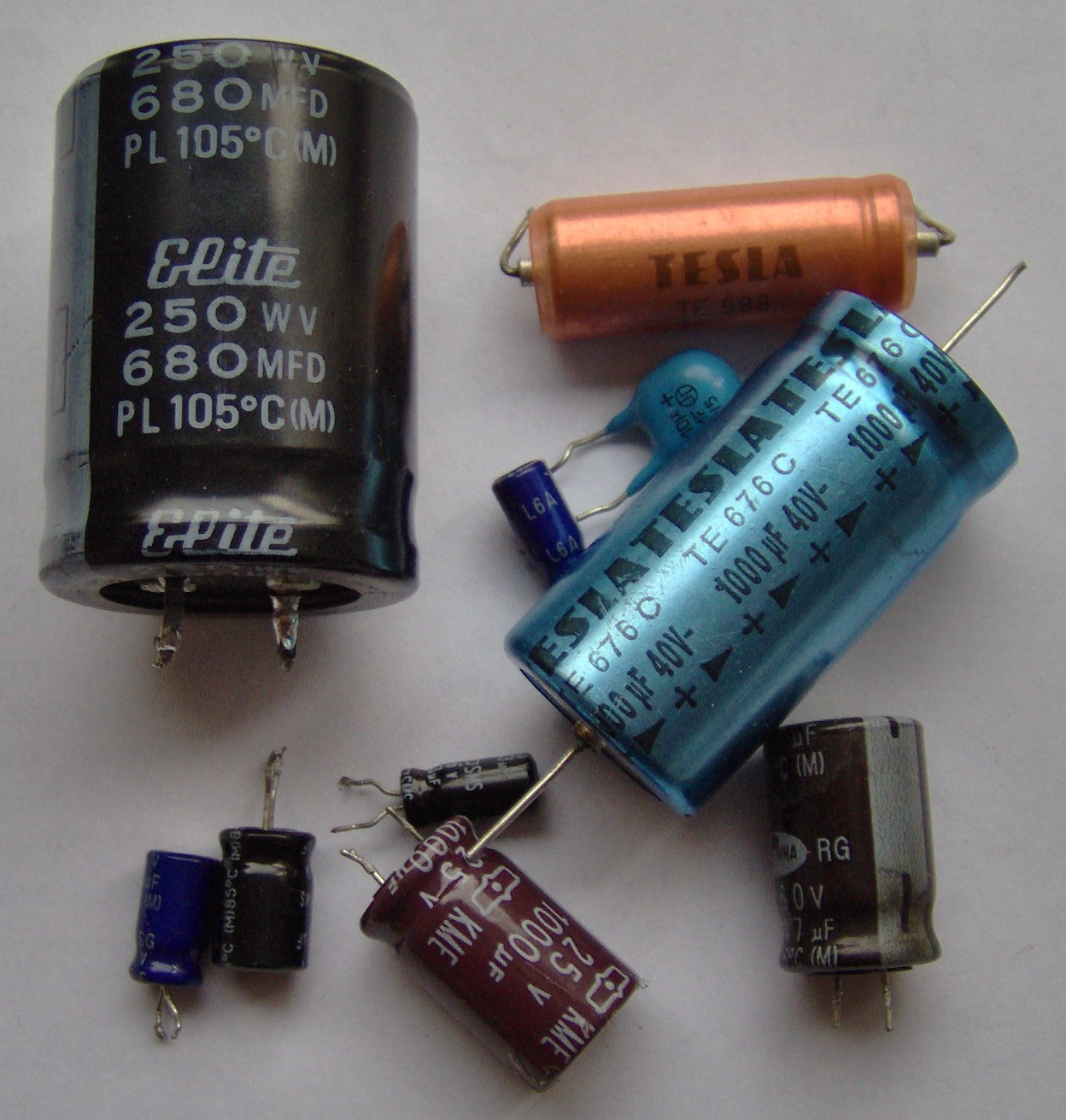
Energia potențialului electric stocată într-un condensator is U_{E}=½ CV^{2}

Unele elemente dintr-un circuit, pot converti energia dintr-o formă în altă formă. De exemplu, o rezistență convertește energia electrică în căldură. Aceasta este cunoscută ca și Efectul Joule. Un condensator stochează energia în câmpul lui electric. Energia potențială electrică totală într-un condensator este dată de
{\displaystyle U_{E}={\frac {1}{2}}QV={\frac {1}{2}}CV^{2}={\frac {Q^{2}}{2C}}}
unde C reprezintă capacitatea, V reprezintă diferența de potențial electric, iar Q este sarcina electrică stocată în condensator.
| Demonstrație |
| --- |
| Se pot adăuga sarcini electrice unui condensator, în cantități infinitezimale, {\displaystyle dq\to 0}, astfel încât cantitatea lucrului făcut pentru adăugarea fiecărei cantități în locația lui finală, poate fi exprimat ca {\displaystyle W_{q}=Vdq={\frac {q}{C}}dq.} Lucrul total făcut pentru încărcarea totală a condensatorului în acest fel, este {\displaystyle W=\int dW=\int _{0}^{Q}Vdq={\frac {1}{C}}\int _{0}^{Q}qdq={\frac {Q^{2}}{2C}}.} unde {\displaystyle Q} reprezintă sarcina totală a condensatorului. Acest lucru este stocat ca și energie a potențialului electrostatic, și prin urmare {\displaystyle W=U_{E}={\frac {Q^{2}}{2C}}.} De observat că această expresie este validă doar dacă {\displaystyle dq\to 0}, ceea ces e aplică sistemelor cu sarcini multe, cum sunt condensatorii cu electrozi metalici. Pentru sistemele cu sarcini puține, natura discretă a sarcinii este importantă. Energia totală stocată într-un condensator cu sarcini puține este {\displaystyle U_{E}={\frac {Q^{2}}{C}}} care se obține printr-o metodă de adăugare a sarcinilor, utilizând cel mai mic increment al sarcinii {\displaystyle \Delta q=e} unde {\displaystyle e} reprezintă unitatea de sarcină electrică elementară iar {\displaystyle Q=Ne} unde {\displaystyle N} numărul total al sarcinilor din condensator. |
Energia potențială electrostatică poate de asemenea fi exprimată în termeni de câmp electric sub forma,
{\displaystyle U_{E}={\frac {1}{2}}\int _{V}\mathrm {E} \cdot \mathrm {D} dV}
unde {\displaystyle \mathrm {D} } reprezintă câmpul electric deplasare sau inducția electrică într-un material dielectric iar integrarea are loc în întregul volum al dielectricului.
Energia potențială electrostatică stocată într-un dielectric încărcat electric poate de asemenea fi exprimată în termenii unei sarcini de volum continuu {\displaystyle \rho },
{\displaystyle U_{E}={\frac {1}{2}}\int _{V}\rho \Phi dV}
unde integrarea are loc în întreg volumul dielectricului.
Aceste ultime două expresii sunt valide pentru cazurile când cel mai mic increment al sarcinii este zero ({\displaystyle dq\to 0}) cum sunt dielectricii aflați în prezența electrozilor metalici sau dielectricii ce conțin multe sarcini electrice.

## Notă
1. ↑  Referința zero este în mod obișnuit folosită ca o stare în care sarcinile punctiforme individuale sunt foarte bine separate ("sunt la distanță infinită") și se află în repaus.
2. ↑  Alternativ, poate fi de asemenea definită ca fiind lucrul W făcut de o forță externă pentru a o aduce din poziția de referință rref la acea poziție r.
3. ↑  Factorul 1/2 este considerat pentru 'numărarea dublă' a perechilor de sarcini.